# 红暴现象
红暴現象是指一種滤光不净的問題。有時希望用純粹紅外線照明，而在光源加上濾鏡過濾紅外線以外的光。滤光不净而有少量红光被人眼看到，此即红暴現象。